# Кто кого?
Кто кого? — один из фундаментальных принципов классовой борьбы и революции, упомянутый В. И. Лениным 17 октября 1921 года на II Всероссийском съезде политпросветов:

Весь вопрос — кто кого опередит?

Выражение может использоваться как:
1. Комментарий к чьему-либо противоборству.
2. Напоминание о теории и практике «классовой борьбы» в первые годы существования Советской России.
3. Фундаментальный вопрос во внутренней и внешней политике (все соглашения между политическими оппонентами являются, с этой точки зрения, всего лишь кратковременными передышками либо же некими тактическими манёврами).